# Клубный кубок UNCAF 1975
1. перенаправление Турнир Фратернитад 1975